# Примейру ди Маю
«Эштрела Клубе Примейру ди Маю» (порт. Estrela Clube Primeiro de Maio) или просто «Примейру ди Маю» — ангольский футбольный клуб из Бенгелы, основанный в 1955 году. Выступает в Жирабола (Girabola). Домашние матчи проводит на стадионе «Эштадиу Мунисипал», вмещающем 15 000 зрителей.

## История
«Примейру ди Маю» является самым титулованным из провинциальных клубов Анголы и одним из двух не столичных клубов, которым удавалось хотя бы раз становиться чемпионом страны. Золотая пора клуба пришлась на первую половину 80-х годов, когда команда из Бенгелы дважды становилась чемпионом страны (1983 и 1985), один раз — серебряным призёром (1984), дважды выигрывала Кубок Анголы (1982 и 1983) и один раз становилась его финалистом (1986). В 1994 году «Примейру ди Маю» стал первым ангольским клубом, дошедшим до финала международного турнира — Кубка КАФ. Последним на данный момент успехом команды является победа в Кубке Анголы в 2007 году. Последний же успех клуба в Чемпионате датируется 1994 годом, когда были выиграны серебряные медали. После этого успеха похвастать «майскому» клубу в Жирабола (Girabola) особо нечем.

## Достижения

### Местные
- Победитель Жирабола — 2 (1983, 1985)
- Обладатель Кубка Анголы — 3 (1982, 1983, 2007)

### Международные
- Кубок КАФ (1)
  - Финалист: 1994